# قادسیه (کویت)
قادسیه (به عربی: القادسیة) یک منطقهٔ مسکونی در کویت است که در استان عاصمه واقع شده‌است. قادسیه ۲۴٬۷۴۶ نفر جمعیت دارد و ۲۶ متر بالاتر از سطح دریا واقع شده‌است.